# Coppa del Mondo di salto con gli sci 2007
La Coppa del Mondo di salto con gli sci 2007, ventottesima edizione della manifestazione organizzata dalla Federazione Internazionale Sci, ebbe inizio il 24 novembre 2006 a Kuusamo, in Finlandia, e si concluse il 25 marzo 2007 a Planica, in Slovenia. Furono disputate 24 delle 27 gare individuali previste, tutte maschili, in 17 differenti località: 20 su trampolino lungo, 4 su trampolino per il volo (nessuna su trampolino normale). Furono inserite nel calendario 2 gare a squadre, valide ai fini della classifica per nazioni.
Nel corso della stagione si tennero a Sapporo i Campionati mondiali di sci nordico 2007, non validi ai fini della Coppa del Mondo, il cui calendario contemplò dunque interruzioni tra i mesi febbraio e marzo.
Il polacco Adam Małysz si aggiudicò sia la coppa di cristallo, il trofeo assegnato al vincitore della classifica generale, sia il Nordic Tournament; il norvegese Anders Jacobsen vinse il Torneo dei quattro trampolini. Jakub Janda era il detentore sia della Coppa generale, sia - a pari merito con Janne Ahonen - del Torneo.

## Risultati
| Data                          | Località               | Nazione   | Trampolino                 | Spec. | Primo                                                                            | Secondo                                                         | Terzo                                                                |
| ----------------------------- | ---------------------- | --------- | -------------------------- | ----- | -------------------------------------------------------------------------------- | --------------------------------------------------------------- | -------------------------------------------------------------------- |
| 24 novembre 2006              | Kuusamo                | Finlandia | Rukatunturi HS142          | LH    | Arttu Lappi                                                                      | Simon Ammann                                                    | Anders Jacobsen                                                      |
| 25 novembre 2006              | Kuusamo                | Finlandia | Rukatunturi HS142          | LH    | annullata                                                                        | annullata                                                       | annullata                                                            |
| 2 dicembre 2006               | Lillehammer            | Norvegia  | Lysgårdsbakken HS134       | LH    | Simon Ammann                                                                     | Andreas Küttel                                                  | Thomas Morgenstern                                                   |
| 3 dicembre 2006               | Lillehammer            | Norvegia  | Lysgårdsbakken HS134       | LH    | Gregor Schlierenzauer                                                            | Anders Jacobsen                                                 | Adam Małysz                                                          |
| 9 dicembre 2006               | Harrachov              | Rep. Ceca | Čerťák HS142               | LH    | annullata                                                                        | annullata                                                       | annullata                                                            |
| 10 dicembre 2006              | Harrachov              | Rep. Ceca | Čerťák HS142               | LH    | annullata                                                                        | annullata                                                       | annullata                                                            |
| 16 dicembre 2006              | Engelberg              | Svizzera  | Gross-Titlis-Schanze HS137 | LH    | Gregor Schlierenzauer                                                            | Anders Jacobsen                                                 | Adam Małysz                                                          |
| 17 dicembre 2006              | Engelberg              | Svizzera  | Gross-Titlis-Schanze HS137 | LH    | Anders Jacobsen                                                                  | Simon Ammann                                                    | Gregor Schlierenzauer                                                |
| Torneo dei quattro trampolini |                        |           |                            |       |                                                                                  |                                                                 |                                                                      |
| 30 dicembre 2006              | Oberstdorf             | Germania  | Schattenberg HS137         | LH    | Gregor Schlierenzauer                                                            | Andreas Küttel                                                  | Adam Małysz                                                          |
| 1º gennaio 2007               | Garmisch-Partenkirchen | Germania  | Große Olympiaschanze HS125 | LH    | Andreas Küttel                                                                   | Matti Hautamäki                                                 | Noriaki Kasai                                                        |
| 4 gennaio 2007                | Innsbruck              | Austria   | Bergisel HS130             | LH    | Anders Jacobsen                                                                  | Thomas Morgenstern                                              | Simon Ammann                                                         |
| 7 gennaio 2007                | Bischofshofen          | Austria   | Paul Ausserleitner HS140   | LH    | Gregor Schlierenzauer                                                            | Anders Jacobsen                                                 | Simon Ammann                                                         |
| 13 gennaio 2007               | Vikersund              | Norvegia  | Vikersundbakken HS207      | FH    | Anders Jacobsen                                                                  | Thomas Morgenstern                                              | Matti Hautamäki                                                      |
| 14 gennaio 2007               | Vikersund              | Norvegia  | Vikersundbakken HS207      | FH    | annullata                                                                        | annullata                                                       | annullata                                                            |
| 20 gennaio 2007               | Zakopane               | Polonia   | Wielka Krokiew HS134       | LH    | Rok Urbanc                                                                       | Roar Ljøkelsøy                                                  | Matti Hautamäki                                                      |
| 21 gennaio 2007               | Zakopane               | Polonia   | Wielka Krokiew HS134       | LH    | annullata                                                                        | annullata                                                       | annullata                                                            |
| 27 gennaio 2007               | Oberstdorf             | Germania  | Schattenberg HS137         | LH    | Adam Małysz                                                                      | Thomas Morgenstern                                              | Michael Uhrmann                                                      |
| 28 gennaio 2007               | Oberstdorf             | Germania  | Schattenberg HS137         | LH    | Michael Uhrmann                                                                  | Anders Jacobsen                                                 | Andrea Morassi                                                       |
| 3 febbraio 2007               | Titisee-Neustadt       | Germania  | Hochfirst HS142            | LH    | Adam Małysz                                                                      | Andreas Kofler                                                  | Anders Jacobsen                                                      |
| 4 febbraio 2007               | Titisee-Neustadt       | Germania  | Hochfirst HS142            | LH    | Adam Małysz                                                                      | Gregor Schlierenzauer                                           | Dmitrij Vasil'ev                                                     |
| 7 febbraio 2007               | Klingenthal            | Germania  | Vogtland Arena HS140       | LH    | Gregor Schlierenzauer                                                            | Simon Ammann                                                    | Adam Małysz                                                          |
| 10 febbraio 2007              | Willingen              | Germania  | Mühlenkopf HS145           | LH    | Anders Jacobsen                                                                  | Michael Uhrmann                                                 | Jernej Damjan                                                        |
| 11 febbraio 2007              | Willingen              | Germania  | Mühlenkopf HS145           | TL    | Austria Wolfgang Loitzl Andreas Kofler Arthur Pauli Gregor Schlierenzauer        | Norvegia Tom Hilde Anders Bardal Anders Jacobsen Roar Ljøkelsøy | Germania Stephan Hocke Tobias Bogner Jörg Ritzerfeld Michael Uhrmann |
| 10 marzo 2007                 | Lahti                  | Finlandia | Salpausselkä HS130         | TL    | Austria Martin Höllwarth Gregor Schlierenzauer Andreas Kofler Thomas Morgenstern | Norvegia Tom Hilde Anders Bardal Anders Jacobsen Roar Ljøkelsøy | Finlandia Harri Olli Tami Kiuru Matti Hautamäki Janne Ahonen         |
| Nordic Tournament             |                        |           |                            |       |                                                                                  |                                                                 |                                                                      |
| 11 marzo 2007                 | Lahti                  | Finlandia | Salpausselkä HS130         | LH    | Adam Małysz                                                                      | Andreas Kofler                                                  | Martin Schmitt                                                       |
| 13 marzo 2007                 | Kuopio                 | Finlandia | Puijo HS127                | LH    | Adam Małysz                                                                      | Andreas Kofler                                                  | Thomas Morgenstern                                                   |
| 17 marzo 2007                 | Oslo                   | Norvegia  | Holmenkollen HS128         | LH    | Adam Małysz                                                                      | Andreas Küttel                                                  | Anders Bardal                                                        |
| 18 marzo 2007                 | Oslo                   | Norvegia  | Holmenkollen HS128         | LH    | Simon Ammann                                                                     | Martin Koch                                                     | Matti Hautamäki                                                      |
| 23 marzo 2007                 | Planica                | Slovenia  | Letalnica HS215            | FH    | Adam Małysz                                                                      | Simon Ammann                                                    | Jernej Damjan                                                        |
| 24 marzo 2007                 | Planica                | Slovenia  | Letalnica HS215            | FH    | Adam Małysz                                                                      | Anders Jacobsen                                                 | Martin Koch                                                          |
| 25 marzo 2007                 | Planica                | Slovenia  | Letalnica HS215            | FH    | Adam Małysz                                                                      | Simon Ammann                                                    | Martin Koch                                                          |

Legenda:

LH = trampolino lungo

FH = volo con gli sci

TL = gara a squadre

## Classifiche

### Generale

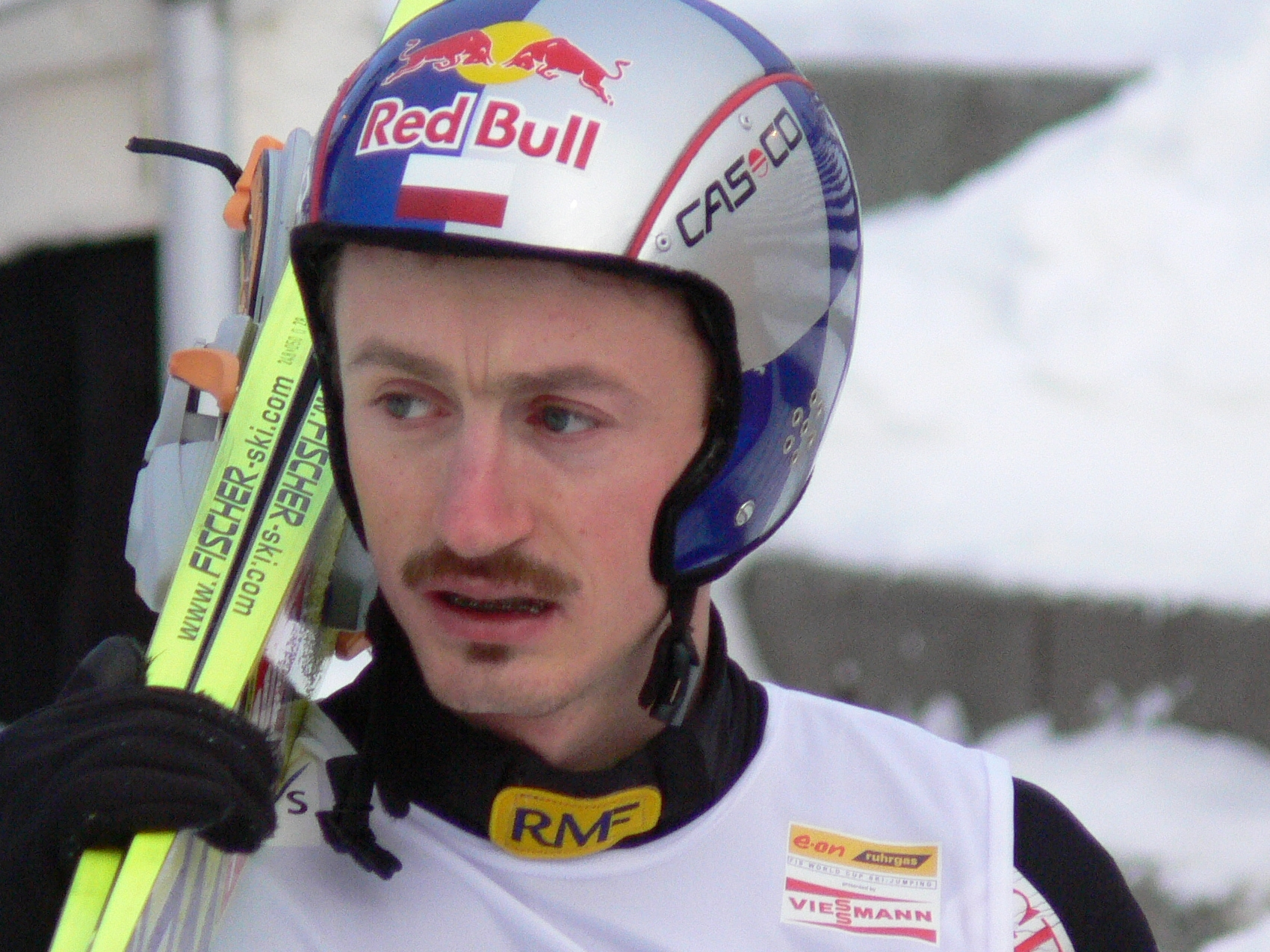
Adam Małysz

| Pos. | Nome                  | Nazione   | Punti |
| ---- | --------------------- | --------- | ----- |
| 1    | Adam Małysz           | Polonia   | 1453  |
| 2    | Anders Jacobsen       | Norvegia  | 1319  |
| 3    | Simon Ammann          | Svizzera  | 1167  |
| 4    | Gregor Schlierenzauer | Austria   | 956   |
| 5    | Andreas Küttel        | Svizzera  | 804   |
| 6    | Thomas Morgenstern    | Austria   | 756   |
| 7    | Andreas Kofler        | Austria   | 727   |
| 8    | Janne Ahonen          | Finlandia | 539   |
| 9    | Matti Hautamäki       | Finlandia | 526   |
| 10   | Michael Uhrmann       | Germania  | 524   |

### Torneo dei quattro trampolini

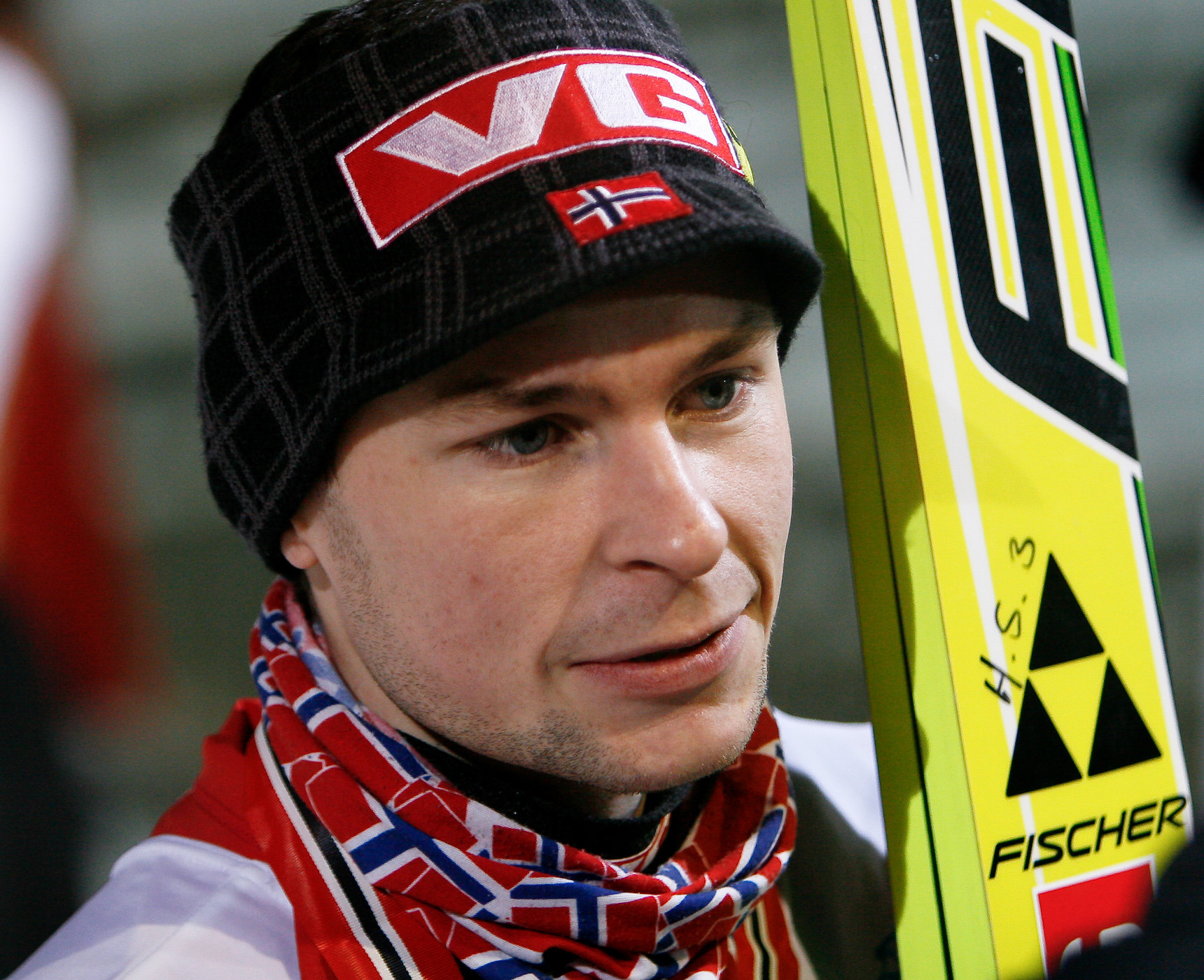
Anders Jacobsen

| Pos. | Nome                  | Nazione  | Punti |
| ---- | --------------------- | -------- | ----- |
| 1    | Anders Jacobsen       | Norvegia | 962   |
| 2    | Gregor Schlierenzauer | Austria  | 845   |
| 3    | Simon Ammann          | Svizzera | 932   |
| 4    | Thomas Morgenstern    | Austria  | 916   |
| 5    | Andreas Küttel        | Svizzera | 910   |

### Nordic Tournament
| Pos. | Nome           | Nazione   | Punti |
| ---- | -------------- | --------- | ----- |
| 1    | Adam Małysz    | Polonia   | 932   |
| 2    | Andreas Kofler | Austria   | 820   |
| 3    | Simon Ammann   | Svizzera  | 797   |
| 4    | Janne Ahonen   | Finlandia | 767   |
| 5    | Dmitrij Ipatov | Russia    | 767   |

### Nazioni
| Pos. | Nazione   | Punti |
| ---- | --------- | ----- |
| 1    | Austria   | 5088  |
| 2    | Norvegia  | 3710  |
| 3    | Svizzera  | 2442  |
| 4    | Finlandia | 2427  |
| 5    | Polonia   | 1785  |
| 6    | Germania  | 1711  |
| 7    | Russia    | 1456  |
| 8    | Rep. Ceca | 754   |
| 9    | Slovenia  | 717   |
| 10   | Giappone  | 271   |